# 火刑式

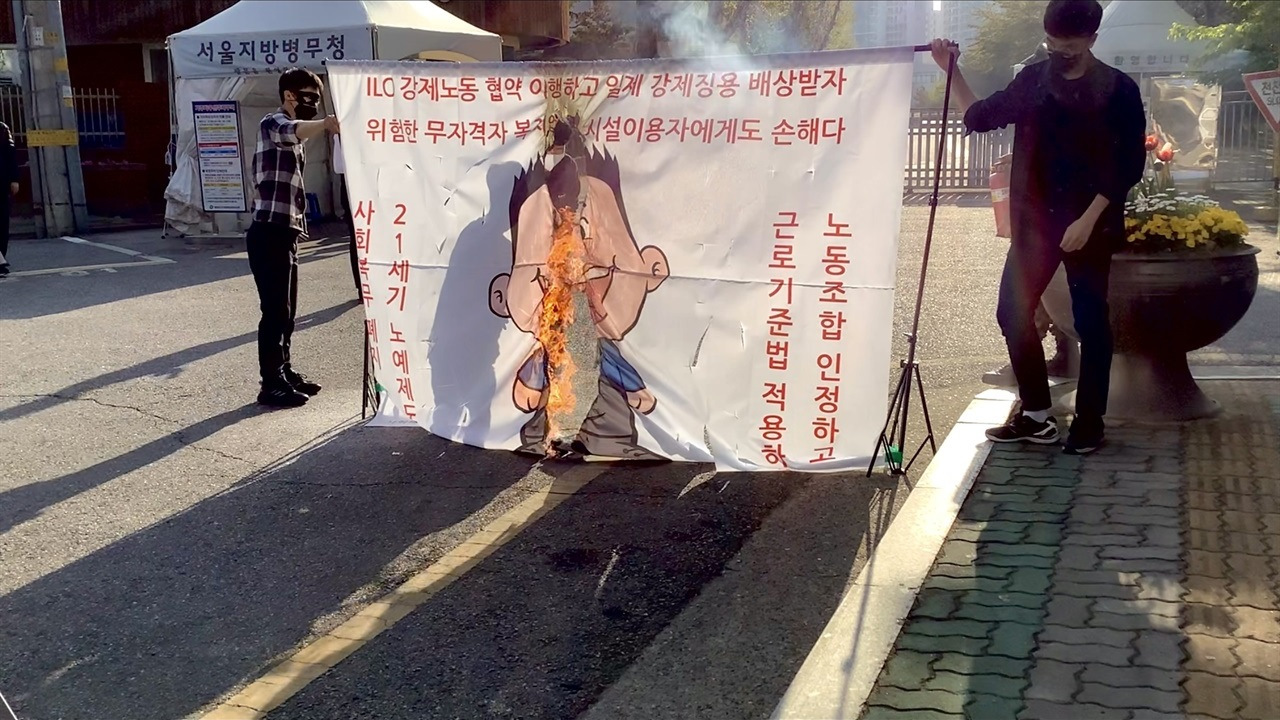
2022年4月20日、韓国での火刑式デモ。このデモは韓国の徴兵制度による社会服務要員に対するの問題点と関連するデモであり、韓国の徴兵制度に対する反対と関連するデモである。

火刑式（かけいしき）は、デモ行動の一環として抗議対象を象徴するものを燃やす行為を指す。
対象としては、政治家、国家、政府、企業、世界機関などがある。対象となる人物の人形や写真、企業の製品、対象国の国旗、あるいは象徴物などを燃やす。韓国や中国で日本の国旗や日本の首相の人形が燃やされる、あるいは中東でアメリカやイスラエルの国旗が燃やされるなどの例があげられる。
国によっては例えば宗教（経典や神像など）あるいは国家の象徴（国旗など）に対する故意の破損を禁じているところもある。アメリカは表現の自由を保証した憲法の条文によりこのような行為を処罰する法律は違憲という最高裁の判断が出ている。憲法に表現の自由が同じように明記されている他の国では公共の利益などの理由で違法化されている場合もあるがこれには賛否両論が存在する。日本では外国の国旗の破損を違法（外国国章損壊罪）としており、数少ないながら有罪とした判例も存在する。